# استار لیک (نیویورک)
استار لیک (به انگلیسی: Star Lake) یک منطقهٔ مسکونی در ایالات متحده آمریکا است که در شهرستان سنت لارنس، نیویورک واقع شده‌است. استار لیک ۱۲٫۵ کیلومتر مربع مساحت و ۸۰۹ نفر جمعیت دارد و ۴۵۳ متر بالاتر از سطح دریا واقع شده‌است.